# Villaurbana
Villaurbana (sardinski: Biddobràna) je mjesto i općina (comune) u pokrajini Oristano u regiji Sardiniji, Italija. Nalazi se na nadmorskoj visini od 110 metara i ima 1 643 stanovnika.
 Teritorij općine prostire se na 58,70 km². Gustoća naseljenosti je 28 st/km².
Susjedne općine su: Allai, Mogorella, Oristano, Palmas Arborea, Ruinas, Siamanna, Usellus i Villa Verde.